# 河桃町
河桃町（こうとうまち）は福岡県北九州市八幡西区の町。住居表示実施済み。郵便番号は806-0016。

## 地理
八幡西区の北部東側に位置し、北東から東に西川頭町、東から南に元城町、南西から北に大字藤田と接する。

## 地域の特徴
河頭山の東側中腹、110mから140mの高台に造成された雛壇状の住宅団地。

## 歴史
1971年（昭和46年）に西日本鉄道が河桃団地として売り出した場所である。

### 地名の由来
河頭山にちなむ。

### 沿革
- 1979年（昭和54年）6月1日 - 河桃町新設[6][7]。

### 町名の変遷
| 実施内容          | 実施年月日               | 実施後 | 実施前         |
| ----------------- | ------------------------ | ------ | -------------- |
| 町名新設 住居表示 | 1979年（昭和54年）6月1日 | 河桃町 | 大字藤田の一部 |

## 世帯数と人口
2025年（令和7年）3月31日現在（北九州市発表）の世帯数と人口は以下の通りである。
| 町     | 世帯数  | 人口  |
| ------ | ------- | ----- |
| 河桃町 | 115世帯 | 221人 |

### 人口の変遷
国勢調査による人口の推移。
| 1995年（平成7年）  | 350人 | [ 8 ]  |  |
| 2000年（平成12年） | 338人 | [ 9 ]  |  |
| 2005年（平成17年） | 336人 | [ 10 ] |  |
| 2010年（平成22年） | 285人 | [ 11 ] |  |
| 2015年（平成27年） | 246人 | [ 12 ] |  |
| 2020年（令和2年）  | 239人 | [ 13 ] |  |

### 世帯数の変遷
国勢調査による世帯数の推移。
| 1995年（平成7年）  | 100世帯 | [ 8 ]  |  |
| 2000年（平成12年） | 110世帯 | [ 9 ]  |  |
| 2005年（平成17年） | 111世帯 | [ 10 ] |  |
| 2010年（平成22年） | 105世帯 | [ 11 ] |  |
| 2015年（平成27年） | 104世帯 | [ 12 ] |  |
| 2020年（令和2年）  | 98世帯  | [ 13 ] |  |

## 学区
市立小・中学校に通う場合、学区は以下の通りとなる。
| 町     | 街区 | 小学校               | 中学校               |
| ------ | ---- | -------------------- | -------------------- |
| 河桃町 | 全域 | 北九州市立花尾小学校 | 北九州市立花尾中学校 |

## 施設

### 公園
- 河桃公園